# Mountain Park (comtat de Fulton)
Mountain Park és una població dels Estats Units a l'estat de Geòrgia. Segons el cens del 2000 tenia 506 habitants.

## Demografia
Segons el cens del 2000, Mountain Park tenia 506 habitants, 228 habitatges, i 134 famílies. La densitat de població era de 415,7 habitants/km².
Dels 228 habitatges en un 29,4% hi vivien nens de menys de 18 anys, en un 46,9% hi vivien parelles casades, en un 8,8% dones solteres, i en un 40,8% no eren unitats familiars. En el 29,8% dels habitatges hi vivien persones soles el 6,1% de les quals corresponia a persones de 65 anys o més que vivien soles. El nombre mitjà de persones vivint en cada habitatge era de 2,22 i el nombre mitjà de persones que vivien en cada família era de 2,8.
Per edats la població es repartia de la següent manera: un 20% tenia menys de 18 anys, un 4% entre 18 i 24, un 33% entre 25 i 44, un 34,6% de 45 a 60 i un 8,5% 65 anys o més.
L'edat mediana era de 42 anys. Per cada 100 dones de 18 o més anys hi havia 94,7 homes.
La renda mediana per habitatge era de 55.875 $ i la renda mediana per família de 61.875 $. Els homes tenien una renda mediana de 42.500 $ mentre que les dones 35.769 $. La renda per capita de la població era de 31.085 $. Entorn del 2,6% de les famílies i el 3,8% de la població estaven per davall del llindar de pobresa.